# Liste der Biografien/Hals
Liste der Biografien |
Portal Biografien |
Personensuche
# |
A |
B |
C |
D |
E |
F |
G |
H |
I |
J |
K |
L |
M |
N |
O |
P |
Q |
R |
S |
T |
U |
V |
W |
X |
Y |
Z |
?
 
Ha |
Hd |
He |
Hi |
Hj |
Hk |
Hl |
Hm |
Hn |
Ho |
Hr |
Hs |
Ht |
Hu |
Hv |
Hw |
Hy
 
Haa |
Hab |
Hac |
Had |
Hae–Haf |
Hag |
Hah |
Hai |
Haj |
Hak |
Hal |
Ham |
Han |
Hao |
Hap |
Haq |
Har |
Has |
Hat |
Hau |
Hav |
Haw |
Hax |
Hay |
Haz
 
Hala |
Halb |
Halc |
Hald |
Hale |
Half |
Halg |
Halh |
Hali |
Halj |
Halk |
Hall |
Halm |
Halo |
Halp |
Hals |
Halt |
Halu |
Halv |
Halw |
Haly |
Halz
Die Liste der Biografien führt alle Personen auf, die in der deutschsprachigen Wikipedia einen Artikel haben. Dieses ist eine Teilliste mit 67 Einträgen von Personen, deren Namen mit den Buchstaben „Hals“ beginnt.

## Hals
- Hals, Dirck († 1656), holländischer Maler des Realismus
- Hals, Frans († 1666), holländischer MalerFrans Hals († 1666)

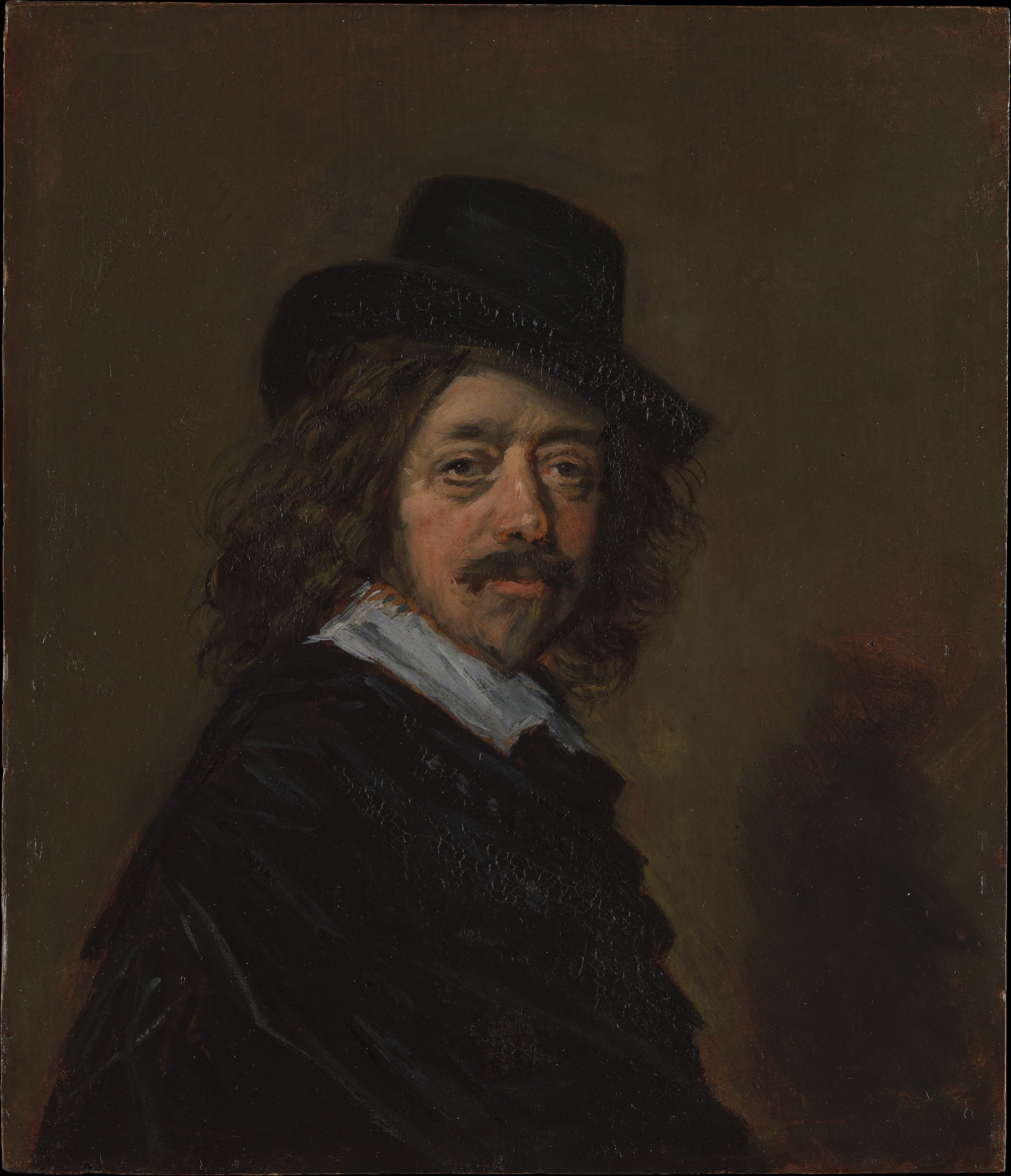
Frans Hals († 1666)

- Hals, Frans der Jüngere († 1669), holländischer Maler
- Hals, Gjertrud (* 1949), norwegische Textilkünstlerin
- Hals, Joost, niederländischer Maler

### Halsa
- Halsall, Alan (* 1982), britischer Schauspieler
- Halsall, Dano (* 1963), Schweizer Schwimmer
- Halsall, Francesca (* 1990), britische Schwimmerin
- Halsall, Guy (* 1964), englischer Historiker
- Halsall, Matthew (* 1983), britischer Jazzmusiker (Trompete)

### Halsb
- Halsboe-Jørgensen, Ane (* 1983), dänische Politikerin

### Halsc
- Halsch, Karin (* 1960), deutsche Politikerin (SPD), MdA
- Halsch, Volker (* 1964), deutscher Politiker (SPD) und Manager
- Halscheidt, Samuel (* 1978), deutscher Jazz- und Pop-Gitarrist

### Halsd
- Halsdorf, Etienne (* 1999), luxemburgischer, spanischer, Schauspieler und Sprecher
- Halsdorf, Jean-Marie (* 1957), luxemburgischer Politiker, Mitglied der Chambre
- Halsdorfer, Nikolaus (1911–1988), rumänisch-deutscher Maler, Grafiker und Pädagoge

### Halse
- Halse, Arne (1887–1975), norwegischer Leichtathlet
- Halse, Astrid Krog (1914–2007), norwegische Lyrikerin
- Halse, Mathilde (* 1999), dänische Curlerin
- Halse, Tuva (* 1999), norwegische Jazzmusikerin (Geige, Komposition)
- Halsell, James D. (* 1956), US-amerikanischer Astronaut
- Halsell, John Edward (1826–1899), US-amerikanischer Politiker
- Halsema, Femke (* 1966), niederländische Politikerin (GroenLinks)
- Halser, Klaus (* 1942), deutscher Motorsportler
- Halser, Marlene (* 1977), deutsche Journalistin
- Halsey (* 1994), US-amerikanische ElektropopsängerinHalsey (* 1994)

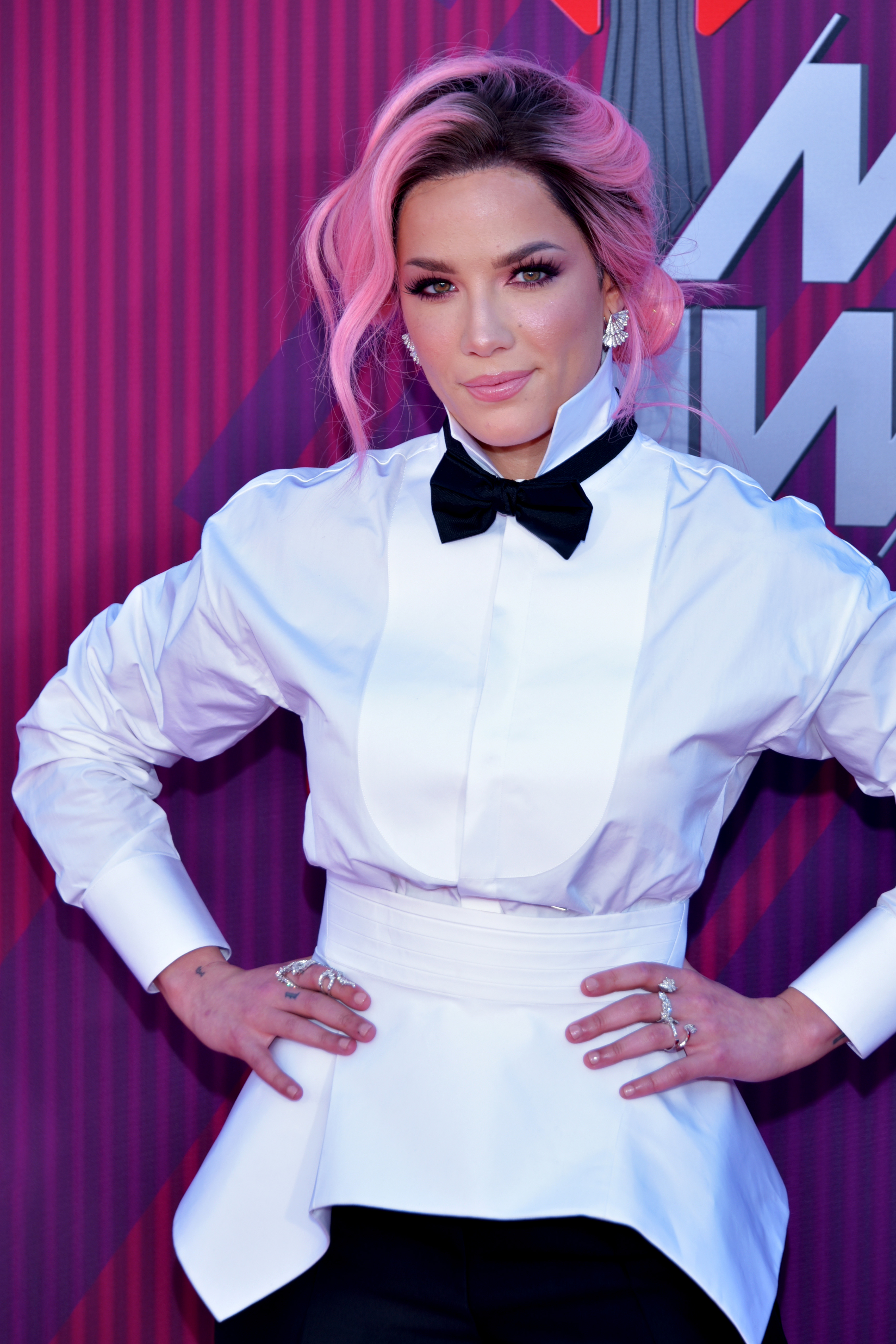
Halsey (* 1994)

- Halsey, A. H. (1923–2014), britischer Soziologe
- Halsey, Brett (* 1933), US-amerikanischer Filmschauspieler
- Halsey, David (1919–2009), britischer Theologe und Bischof von Carlisle
- Halsey, George A. (1827–1894), US-amerikanischer Politiker
- Halsey, Jehiel H. (1788–1867), US-amerikanischer Jurist und Politiker
- Halsey, Lauren (* 1987), US-amerikanische Künstlerin
- Halsey, Michael (1946–2017), britischer Schauspieler
- Halsey, Milton B. (1894–1990), US-amerikanischer Offizier, Generalmajor der US-Army
- Halsey, Nicoll (1782–1865), US-amerikanischer Jurist und Politiker
- Halsey, Richard, US-amerikanischer Filmeditor
- Halsey, Silas (1743–1832), US-amerikanischer Arzt und Politiker
- Halsey, Simon (* 1958), britischer Musiker, Ehrendirigent des Rundfunkchors Berlin
- Halsey, Thomas Jefferson (1863–1951), US-amerikanischer Politiker
- Halsey, William F. (1882–1959), US-amerikanischer AdmiralWilliam F. Halsey (1882–1959)

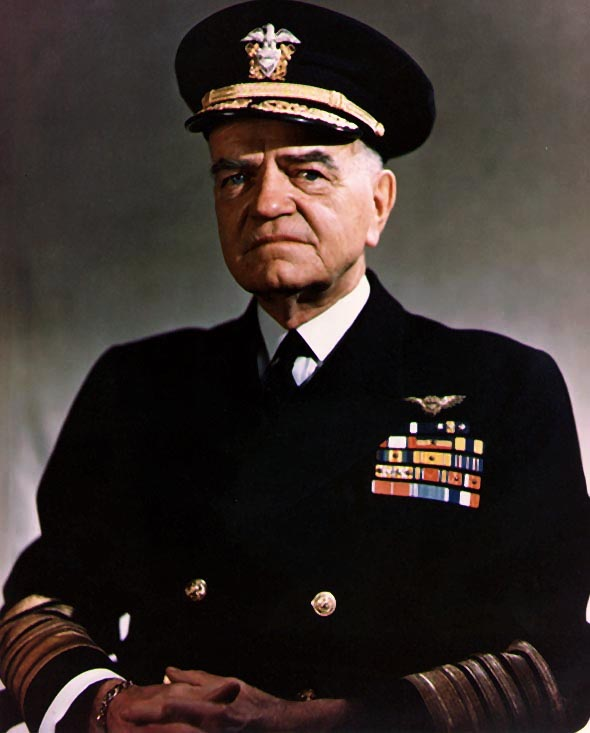
William F. Halsey (1882–1959)

### Halsi
- Hälsingland, Stephan von († 1072), Bischof von Hälsingland

### Halsk
- Halske, Hermann (1844–1913), schleswig-holsteinischer Rittergutsbesitzer und Politiker
- Halske, Johann Georg (1814–1890), deutscher Unternehmer

### Halsm
- Halsman, Philippe (1906–1979), lettisch-französisch-amerikanischer Porträt-Fotograf

### Halsn
- Halsnes, Jarle (* 1957), norwegischer Skirennläufer

### Halsp
- Halspach, Jörg von († 1488), Münchner Baumeister und Architekt der Spätgotik

### Halst
- Halstead, Bianca (1965–2001), US-amerikanische Punk-Musikerin
- Halstead, Bob (1944–2018), Taucher
- Halstead, Elliot, nauruischer Politiker
- Halstead, John (1886–1951), US-amerikanischer Mittelstreckenläufer
- Halstead, John Gelder Horler (1922–1998), kanadischer Diplomat
- Halstead, Neil (* 1970), britischer Gitarrist und Sänger
- Halstead, Nellie (1910–1991), britische Leichtathletin
- Halstead, Rebecca S. (* 1959), US-amerikanische Generalin
- Halstead, William (1794–1878), US-amerikanischer Jurist und Politiker
- Halsted, Fred (1941–1989), US-amerikanischer Filmregisseur und Pornodarsteller
- Halsted, George Bruce (1853–1922), US-amerikanischer Mathematiker
- Halsted, William Stewart (1852–1922), US-amerikanischer Chirurg
- Halsten, schwedischer König
- Halstenberg, Friedrich (1920–2010), deutscher Jurist, Hochschullehrer und Politiker (SPD), MdL
- Halstenberg, Marcel (* 1991), deutscher FußballspielerMarcel Halstenberg (* 1991)

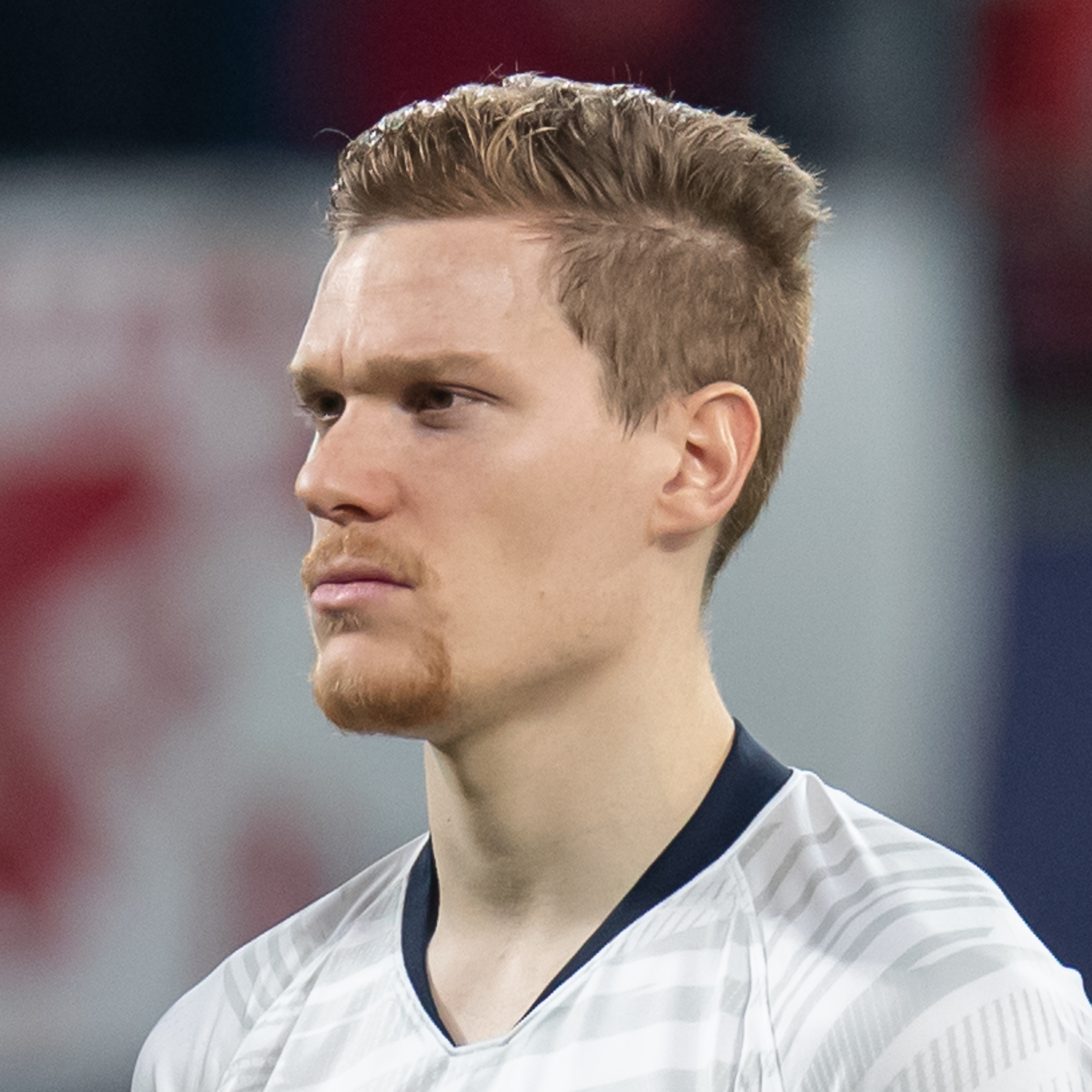
Marcel Halstenberg (* 1991)

- Halsti, Markus (* 1984), finnischer Fußballspieler
- Halston (1932–1990), US-amerikanischer Modedesigner
- Halstrick, Walter Anton Viktor (1901–1991), deutscher Unternehmer

### Halsw
- Halswelle, Wyndham (1882–1915), britischer Sprinter und Mittelstreckenläufer
- Halswick, Gustav (1902–1974), deutscher Polizist